# Rémy Auchedé
 (septembre 2024).
Si vous disposez d'ouvrages ou d'articles de référence ou si vous connaissez des sites web de qualité traitant du thème abordé ici, merci de compléter l'article en donnant les références utiles à sa vérifiabilité et en les liant à la section « Notes et références ».
Rémy Auchedé, né le 6 avril 1943 à Calais, est un homme politique français.

## Biographie
Professeur de dessin technique, il commence sa carrière politique en tant qu'adjoint du maire de Calais, Jean-Jacques Barthe, de 1971 à 1977. En 1979, il devient membre du comité central du PCF. Il quitte Calais, pour s'installer à Billy-Berclau et devient conseiller municipal en 1983. En 1986, il est élu député du Pas-de-Calais. Il se représente, en 1988, dans la 11e circonscription du Pas-de-Calais, mais est battu dès le premier tour par Noël Josèphe. Il est élu conseiller général du canton de Douvrin de 1992 à 2004. Il reprend son poste de député en 1993 avant de le perdre à nouveau face à Marcel Cabiddu, en 1997. En 1992, il se présente aux élections régionales du Nord-pas-de-Calais, et est élu conseiller régional, mandat qu'il conserve jusqu'en 2004.

## Détail des fonctions et des mandats
Mandats parlementaires
- 16 mars 1986 - 14 mai 1988 : Député du Pas-de-Calais
- 28 mars 1993 - 21 avril 1997 : Député de la 11e circonscription du Pas-de-Calais